# Stanislaus von Gorka
Graf Stanislaus von Gorka  (auch: Görka, Górka; * 1538; † 23. Oktober 1592) war ein polnischer Politiker und Militär.

## Leben
Stanislaus von Gorka war der Sohn des Grafen Andreas von Gorka (1500–1551) und dessen Frau Barbara von Kurozwek. Seine Brüder waren  Andreas (* 1534; † 5. Januar 1583) und Lukas (* um 1533; † 23. Januar 1573). Die Brüder Stanislaus, Andreas und Lukas wurden am 10. Mai 1554 an der Universität Wittenberg immatrikuliert. Sie wurden von dem Hofmeister Matthias Polen begleitet. Die jungen Grafen haben bei Martin Luther und Philipp Melanchthon die Vorlesungen besucht sowie im Hause der Reformatoren gegessen. Stanislaus erhob man im Wintersemester 1554 als Adligen in das Amt des Rektors der Wittenberger Alma Mater. Der Aufenthalt der Grafen in Wittenberg endete früher als geplant, da es zu einem Streit zwischen einem Gefolgsmann und zwei Wittenbergern kam, bei dem der hinzueilende Melanchthon von dem Begleiter der Grafen mit dem Degen attackiert wurde. Die öffentliche Empörung hätte fast dazu geführt, den Polen zu steinigen. Der Graf verließ bald darauf Wittenberg und kehrte nach halbjährigem Aufenthalt an der Universität Leipzig nach Polen zurück. Stanislaus wurde Wojewode von Posen, Starost von Busk, Koło, Pilsk, Mosczyska und Wielun. Als erster lutherischer Magnat mit Schloss in Posen beteiligte er sich als Rittmeister 1565 am Krieg gegen Russland, wo er sich u. a. beim Gefecht in Krasnogrod (Ukraine) hervortat. Er hatte von seinem Bruder Andreas ein Vermögen geerbt, das er vornehmlich zur Durchsetzung seiner politischen Ziele einsetzte.
Obgleich verwachsen an Gestalt war er allgemein geachtet wegen seiner Freigebigkeit und großmütigen Leutseligkeit. Mit dem Kanzler Jan Zamojski hatte er ein gutes Verhältnis, bis ein Streit um die Starostei Meseritz entstand, auf welche Gorka Ansprüche zu haben glaubte und welche Zamojski einem seiner eigenen Verwandten zuwies, der immer erbitterter wurde. So hatte Zamojski 1587 Sigismund III. von Wasa auf den polnischen Thron gebracht und Gorka versuchte als eigentliche Seele der Gegenpartei, gemeinsam mit Johann Zborowski, den Erzherzog Maximilian zum König von Polen durchzusetzen. Beide gerieten jedoch im Gefecht bei Pitschen, Januar 1588 in Gefangenschaft. Das Schloss in Kurnik hat er erbauen lassen und prächtig ausgeziert. Seine Ehe mit Hedwig Sobocka blieb kinderlos und dadurch starb auch das Geschlecht derer von Gorka im männlichen Stamm aus.